# Kedungasri (Kembangbahu)
Kedungasri is een bestuurslaag in het regentschap Lamongan van de provincie Oost-Java, Indonesië. Kedungasri telt 1836 inwoners (volkstelling 2010).